# Rapeman
A Rapeman rövid életű amerikai noise rock/post-hardcore együttes volt Chicagóból; 1987-ben alakult és 1989-ben oszlott fel. Tagjai: Steve Albini (Big Black) - gitár, ének  David Wm. Sims (Scratch Acid) - basszusgitár és Rey Washam (Scratch Acid és Big Boys) − dobfelszerelés.
A Rapeman a The Jesus Lizarddal párhuzamosan működő együttesként alakult meg, annak ellenére, hogy a Jesus Lizard hosszabb ideje működik.

## Név
Az együttes neve miatt többen is tiltakoztak, és a sajtó is negatívan fogadta őket. Az 1994-es Rock Names című könyvben Albini elmondta, hogy nevüket egy japán képregény-karakterről kapták; a japán képregények gyakran tartalmaznak nemi erőszakot ábrázoló történeteket.
2014-ben David Wm. Sims A Kreative Kontrol nevű podcastben elmondta, hogy sosem tetszett neki az együttes neve.
Steve Albini 2020 áprilisában a Conan Neutron's Protonic Reversal podcastben szintén sajnálatát fejezte ki az iránt, hogy ilyen nevet választott az együttesnek. Később egy rossz tetováláshoz hasonlította.

## Diszkográfia
Stúdióalbumok
- Two Nuns and a Pack Mule (1988, Touch and Go Records/Blast First!/Au Go Go) UK Indie No. 4[6]

## Kislemezek/EP-k
- Budd EP (1988, Touch and Go/Blast First!/Au Go Go) UK Indie No. 2[6]
- "Hated Chinee" 7" (1988, Touch and Go/Blast First!/Au Go Go)
- "Inki's Butt Crack" 7" (1989, Sub Pop)